# Suramericano de Natación de 2004 - 4×100 m. Libre Femenino
La prueba de 4x200 m libre femenino del campeonato sudamericano de natación de 2004 se realizó el 27 de marzo de 2004, cerrando el tercer día de competencias del campeonato.

## Resultados
| Posición | Carril | Nadadoras                                                     | Tiempo   |
| -------- | ------ | ------------------------------------------------------------- | -------- |
| 1        | 4      | Mariana Brochado Flavia Jesus Natalia Grava Flavia Cazziolato | 3:54.40. |
| 2        | 3      | Manuela Morano Cecilia Biagioli María Zabala Ximena Mascia    | 3:56.38. |
| 3        | 5      | Ximena Vilar Daniela Aponte Yanel Pinto Diana López           | 4:00.41. |
| 4        | 7      | Samantha Fajardo Nicole Mármol Sofia Salazar Yamile Bahamonde | 4:04.66  |
| 5        | 6      | Isabela Tafur Laura Gomez Paola Duguet Victoria Tafur         | 4:05.19  |
| 6        | 2      | Larissa Kcomt María Del Águila Concha Valderrama María Wong   | 4:07.09  |
| 7        | 1      | Reyes Rodonni Toledo Avlov                                    | 4:11.60  |
| 8        | 8      | ? Bruzzese López Terron                                       | 4:12.69  |